# Francuski Boulevard (Weinmarke)

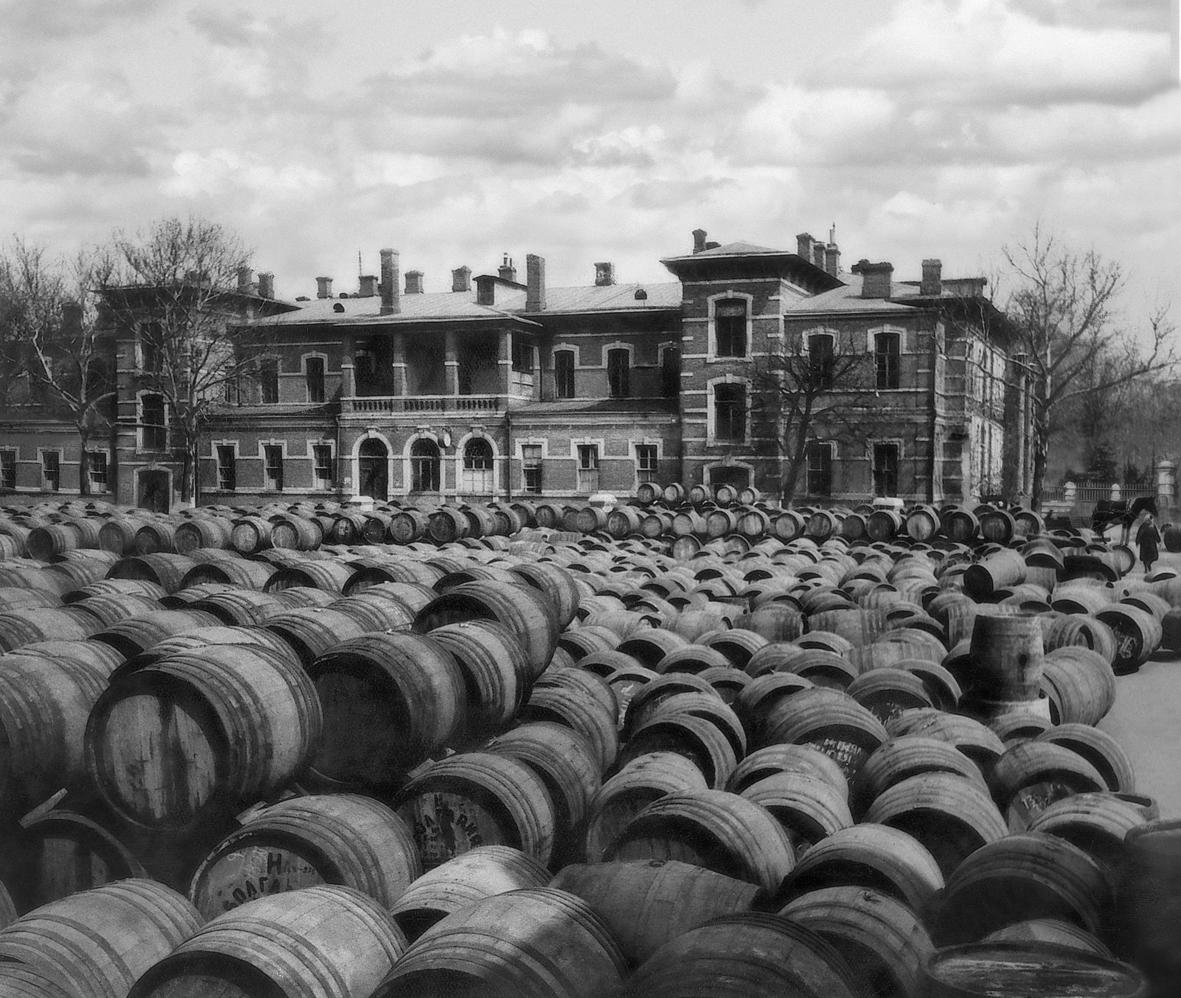
Weinfässer auf dem Firmengelände, 1935, Firmenarchiv.

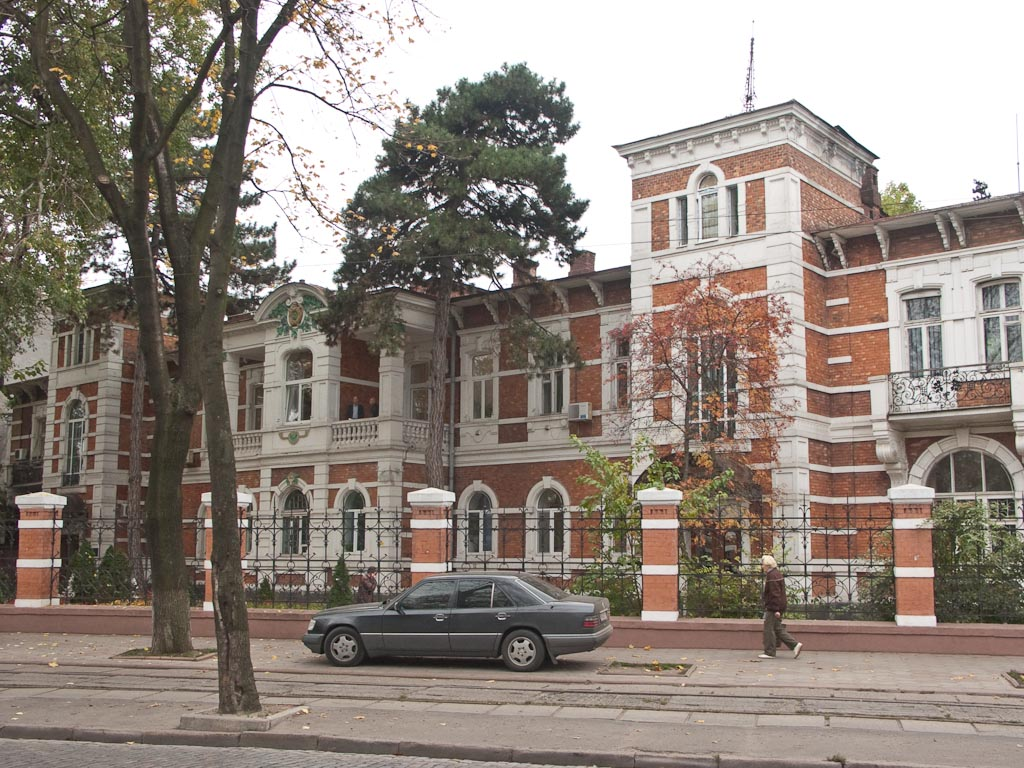
Unternehmensgebäude 2008, Straßenansicht.

Francuski Boulevard (russisch Французский бульвар, ukrainisch Французький бульвар ‚Franzuskyj bulwar‘) ist eine Wein-, Schaumwein- und Cognacmarke des börsennotierten Getränkeproduzenten Odessavinprom in Odessa, Ukraine. Das dazugehörige Unternehmen liegt an der gleichnamigen nach Süden gerichteten Ausfallstraße und hat die Hausnummer 10. Die Produktionsstätte für den Schaumwein liegt an der gleichen Straße ca. 1,5 km weiter südlich (Hausnummer 36). Die Straße avancierte zur Zentralachse des Kurviertels in Odessa. Das Unternehmen steht in enger Beziehung zur Entwicklung der Stadt und der Entwicklung der Weinindustrie entlang der nördlichen Schwarzmeerküste.

## Geschichte
Gründer des Unternehmens war der Medizinprofessor Victor Napoleon Laurent Hennau (* 1802 in Lüttich; † 14. Oktober 1870 in Odessa). Er war seit dem 15. Juli 1839 belgischer Konsul. 1857 schloss sich Hennau mit dem französischen Unternehmer und Weinhändler François Nouveau unternehmerisch zusammen, um die Weinherstellung und den Vertrieb aufzunehmen. Weil Hennau sich schon bald nach der Gründung aus dem Geschäft zurückzog, war das Unternehmen bereits in den Anfangsjahren nur unter dem Namen Nouveau-Keller (подвал Нуво) bekannt. Als neuer Partner wird ein Herr Fouk (Фук) genannt.
Auf der gegenüberliegenden Straßenseite mit der Hausnummer 11/11a besaß Hennau zwei Datschen, die in Protokollen der Kaiserlich-russischen Gärtnergesellschaft von Odessa 1888 Erwähnung fanden, weil auf dem Grundstück eine „beträchtliche Anpflanzung von Pyramidenbirnen“ – gemeint waren wohl Birnbäume, die pyramidenförmig beschnitten waren – erwähnenswert schien. Er hinterließ diesen umfangreichen Besitz seiner Frau Kleopatra Emmanuilowna, geborene Popandopoulo, Tochter eines griechischen Generalmajors. Die Ehe war kinderlos.
1889 erwarb der russische Hof in Person von Kaiser Alexander III. das Unternehmen mitsamt allen Liegenschaften, Produkten und Ausrüstungen. Alle auf der Krim, im Kaukasus und Bessarabien produzierten Weine wurden nach Odessa transportiert, um dort weiterverarbeitet und teilweise exportiert zu werden. Hauptabnehmerländer waren Frankreich, England, Spanien und Italien. Seit 1902 heißt die Straße, an der die Weinkellerei lag, Francuski Boulevard (zuvor Kleine Brunnenstraße). Nach der Russischen Revolution wurde das Unternehmen 1920 enteignet und unter dem Namen Proletarier verstaatlicht.
Das Unternehmen wurde häufig umbenannt. Zunächst erhielt es 1936 den Namen Glavvino und wurde zur ersten experimentellen Weinkellerei der UdSSR umgewandelt. Dieser Schriftzug OEVZ (Одесский экспериментальный винзавод) ist noch heute am Gebäude zu sehen. Mit der neu geschnittenen sowjetischen Verwaltungseinheit wurde der Betrieb in Tschernomorsowchoswyntrest von Odessa (Черноморсовхозвинтреста Одесского) umbenannt. Er war neben der eigenen Weinproduktion auf 13 Weingütern fortan in der Region für 27 staatliche Landwirtschaftsbetriebe verantwortlich. Bis zum Ende der Sowjetunion entwickelte sich der Betrieb zur größten landwirtschaftlichen Betriebsvereinigung und beschäftigte 20.000 Menschen. Die bewirtschaftete Weinbaufläche belief sich auf 13.348 ha, der Umsatz auf über 335 Mio. Rubel, was zum damaligen Wert ca. 400 Mio. US-Dollar entsprach. Das Unternehmen erhielt Auszeichnungen von 50 Medaillen, 31 davon in Gold. In diese Zeit fällt auch die Diversifizierung verschiedener Handelsmarken.
Nach dem Zerfall der Sowjetunion wurde 1997 die Marke Francuski Boulevard in Anlehnung an den früheren Straßennamen, an dem der Betrieb lag, eingeführt. Inzwischen hat auch die Straße wieder ihren ursprünglichen Namen. 2007 nahm für das Unternehmen ein moderner Weinverarbeitungsbetrieb die Produktion im Dorf Rosiwka, Rajon Bilhorod-Dnistrowskyj, auf.
Am 14. September 2021 wurde das Unternehmen reprivatisiert. Der Kaufpreis lag bei 8,5 Mio. UAH, dreieinhalbmal so viel wie erwartet. Gegründet wurde Odessavinprom von Victor Enno und dem Franzosen Francois Nouveau.